# María de Saboya (1411-1469)
María de Saboya (Chambéry, enero de 1411-Vigone, 22 de febrero de 1469) era una princesa de Saboya y duquesa de Milán.

## Biografía
Ella era hija del duque Amadeo VIII de Saboya (futuro antipapa Félix V) y María de Borgoña.
Estaba casada con el cínico duque de Milán, Felipe María Visconti, con quien se casó el 2 de diciembre de 1427.
Su marido ya era viudo de Beatriz Lascaris, quien fue mandada a ejecutar por el duque, como culpable de adulterio.
El matrimonio fue fuertemente respaldado por Felipe, ansioso de tener aliados para afrontar sus derrotas políticas y militares. La gravedad de la situación en la que se encontraba y la consiguiente necesidad de sumar un  aliado a su lado hizo rápida la conclusión de las negociaciones de matrimonio, por lo que la cuestión de la dote pasó a un segundo plano.
Pero más tarde, cuando la situación política de Felipe mejoró, regresó a la cuestión de la dote sin conseguir nada de Saboya.
Abandonada a su suerte y sin dote decente de la familia, hostigada y mantenida apartada por su marido (que tenía una relación estable con Inés del Maino, con quien tuvo a la futura duquesa de Milán, Blanca María), María no tuvo hijos (se cree que su matrimonio nunca se consumó) y vivió en aislamiento.
Tras la muerte de su marido en 1447, regresó a Saboya. En 1458 ingresó en el convento de las Clarisas de Turín.
María no solo sobrevivió a su marido, sino a la amante de este, a Blanca María y el esposo de está. Su cuerpo está enterrado en la antigua iglesia franciscana de la localidad de Pinerolo.